# Willa „Jutrzenka”
Willa „Jutrzenka” (dawniej „Jerychonka”) – zabytkowa willa stylu zakopiańskiego znajdująca się przy ul. Długiej w miejscowości Konstancin-Jeziorna pod Warszawą.

## Historia i architektura
Budowę willi w stylu zakopiańskim rozpoczęto około 1903 roku. Jej pierwotna nazwa to „Jerychonka”. Jest najwspanialszą willą stylu zakopiańskiego, nie tylko w Konstancinie, ale i na całym Mazowszu. Rozłożysta budowla, nakryta gontowym dachem o skomplikowanej konstrukcji, jest dziełem przypisywanym Władysławowi Jabłońskiemu. Projekt autorstwa Władysława Jabłońskiego opublikowany został w numerze 10/11 czasopisma „Architekt” w 1903 roku. Willa powstała dla Samuela Frosta (zm. 20.10.1932), dostawcy mebli na Zamek Królewski i właściciela sklepu na Nowym Świecie. W 1938 roku willę kupił Józef Ludwik Kierwiński h. Bończa.  
Po II wojnie światowej przeznaczono ją na mieszkania kwaterunkowe. Zniszczoną willę w latach 80. XX roku kupiła rodzina Vezden, która założyła fundację „House of Vezden” na utrzymanie budynku. W budynku znajduje się między innymi: pracownia biżuterii, restauracja włoska. 
Do rejestru zabytków została wpisana 22 września 1976 roku A -1137.  
Układ przestrzenny willi jest niemal identyczny jak w gotycko-renesansowych zameczkach czy willach secesyjnych. Składa się na nią: pokój stołowy, sypialnie, przeszkolone werandy, tarasy, klatki schodowe.